# 絆 (KATSUMIのアルバム)
『絆』（きずな）は、KATSUMIの4枚目の会場限定CD。

## 内容
ライブ会場限定で販売されている会場限定CDの4作目。
公式ファンクラブ「Hip Bird Club」会員のみ、ファンクラブ運営の通信販売にて購入することができる。
ディスクはCD-R仕様となっている。

## 制作
ピアノ演奏者に作曲家・石川洋を迎えて制作された。

## ディスクジャケット
ギターを演奏するKATSUMIの手と、ピアノを演奏する石川の手が写されている。

## 収録曲
特記以外　全作詞・作曲・編曲：KATSUMI
1. Dreamin' 〜2012 version〜
作曲：石川洋
5thオリジナル・アルバム『SUPER BALANCE』収録のものを新録。ピアノ演奏を石川が担当している。
2. 花、ひらく。
  - 新曲。ピアノ演奏はKATSUMIが担当している。